# Sineu
Sineu (pronunciat [si'new]) és una vila i municipi del Pla de Mallorca, en ple centre geogràfic de l'illa. Limita amb els termes de Costitx, Inca, Llubí, Maria de la Salut, Ariany, Petra, Sant Joan i Lloret de Vistalegre.

## Etimologia
L'origen del nom Sineu ha estat debatut entre filòlegs. Tot i que alguns han proposat un origen preromà (com Cinium), aquesta hipòtesi és considerada infundada per estudiosos com Joan Coromines, que la rebutja per manca de documentació i base fonètica. En canvi, la forma antiga Sixneu, recollida en fonts com el Llibre del Repartiment de Mallorca, apunta a un origen germànic. La forma actual hauria evolucionat a través de la fonètica mossàrab i l'adaptació àrab, donant lloc a Sixnéu i després Sinéu.

## Demografia
| Entitat de població | Habitants (2024) |
| Sineu               | 4.473            |
| Font: INE           |                  |

Històricament, aquest municipi comprenia també els actuals termes de Lloret de Vistalegre —fins a la seva segregació l'any 1927— i de Sant Joan —fins a l'any 1445.
La població de dret de Sineu ha experimentat diverses fluctuacions al llarg dels censos oficials realitzats des de 1842. Aquell any, el municipi comptava amb 3.864 habitants. Aquesta xifra es va incrementar progressivament fins a arribar al seu màxim històric el 1900, amb 5.379 habitants.
A partir del segle xx, la tendència general ha estat de davallada demogràfica. El descens més destacat es produeix entre 1920 i 1930, coincidint amb la segregació del nucli de Lloret de Vistalegre, que fins aleshores formava part del terme municipal de Sineu. Aquesta segregació va contribuir a una reducció significativa de la població: de 5.071 habitants el 1920 a 4.193 el 1930.
La disminució va continuar durant les dècades posteriors, arribant a un mínim de 2.581 habitants el 1970. No obstant això, a partir de la dècada de 1980, Sineu va iniciar una lleugera recuperació demogràfica: 2.736 habitants el 2001, 3.696 el 2011. Al tombant de la dècada de 2020 la població de Sineu va superar els 4.000 habitants.

## Geografia

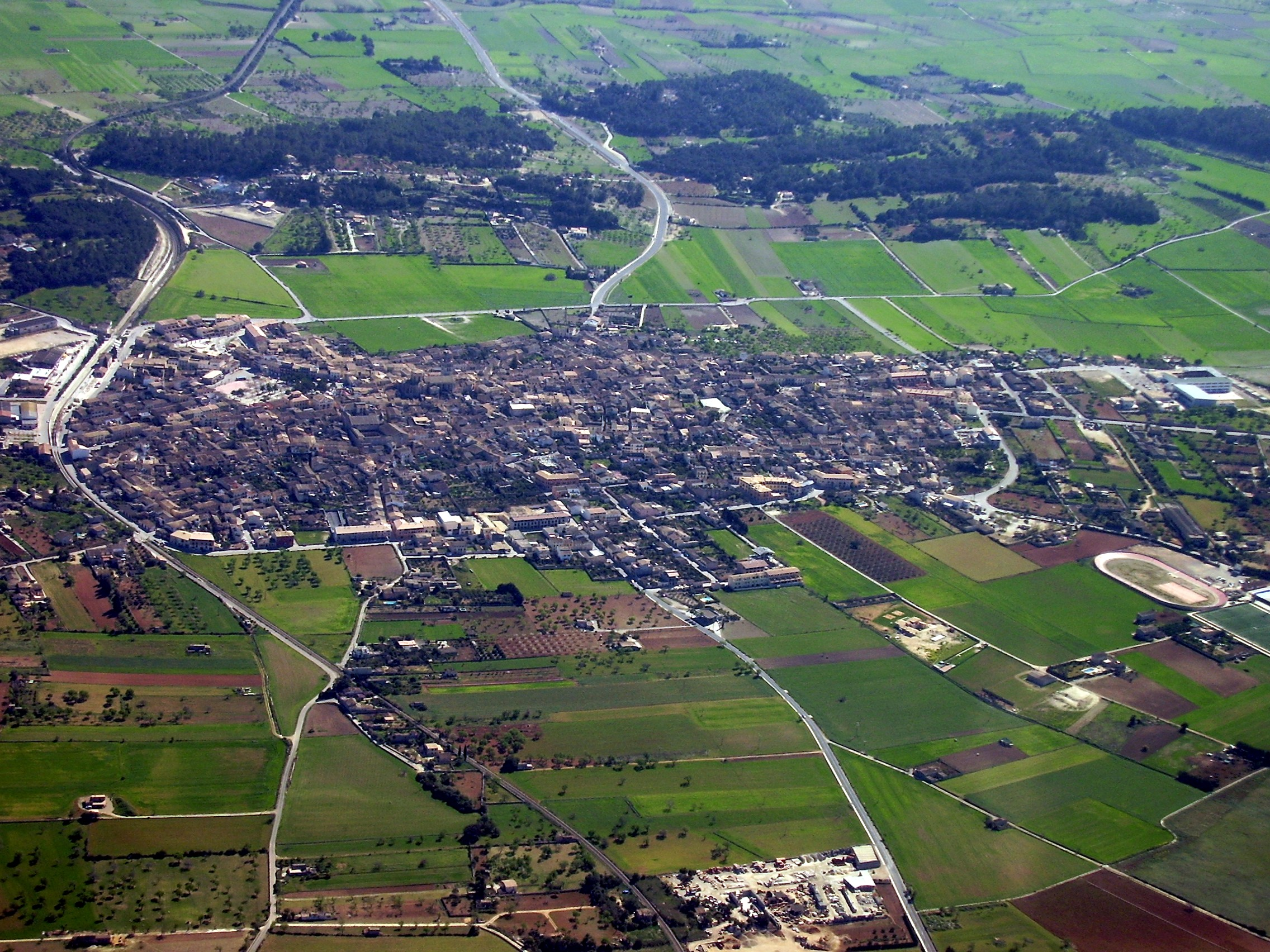
Vista aèria de Sineu.

Sineu està situat al centre de l'illa de Mallorca, a la comarca del Pla de Mallorca, a les Illes Balears i històricament formava part de la Corona d'Aragó. El terme municipal de Sineu té una superfície de 47,74 km². En ser un tros del Pla de Mallorca, el relleu és bàsicament llis, sense grans accidents geogràfics. No obstant això, s'han de mencionar dues estructures que alteren aquesta topografia: el Puig de Sant Nofre (255 metres) i el Puig de Reig (206 metres).

## Història
Vegeu també: Història de Mallorca

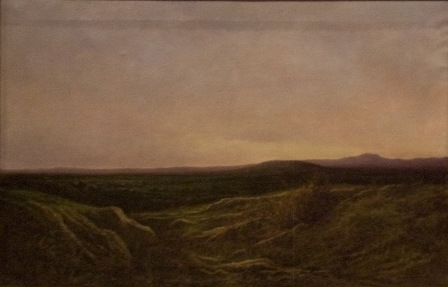
Camps de Sineu, obra de Joan O'Neill Rusiñol.

Dins el terme municipal hi ha vestigis prehistòrics que proven que fou habitat des de temps enrere. De l'època pretalaiòtica ens han arribat un nombre considerable de coves, utilitzades bàsicament com a habitatges, com són la cova dels Conills, la de Son Costa, la de Son Mas, la del Comellar Fondo de Son Rossinyol i la del Pou d'en Banys. L'època talaiòtica és representada pels talaiots de Son Creixell, la Ritxola, Son Rossinyol, Son Venrell, Son Alcaines, del Puig de la Creu i per la necròpoli del Serral del Moro (Son Estela).
L'època islàmica es coneix, bàsicament, a partir de la documentació creada després de la conquesta catalana de Mallorca. El Llibre del Repartiment de Mallorca (1231), esmenta per primera vegada el districte de Djidjnaw, catalanitzat en Sixneu. Aquest districte comptava amb un total de 82 alqueries i rafals. També hi havia un nucli de població més gran identificable amb l'actual vila, amb cases, una necròpoli i banys; també hi hauria una mesquita i, probablement, un alcàsser.
La conquesta cristiana del districte es feu a la darreria de l'any 1229 sense gaire resistència. En el Repartiment, Sineu correspongué a la porció reial. Jaume I feu immediatament nombroses donacions de terres als seus porcioners.
El procés de creació i de consolidació del municipi de Sineu fou lent. Possiblement la fundació de la parròquia data de la primera organització religiosa, feta per Ferrer de Pallarès, prepòsit o paborde de Tarragona, l'any 1236. En tot cas, la parròquia de Santa Maria de Sineu ja apareix en la butlla papal d'Innocenci IV de 1248. El terme municipal comprenia també els municipis de Lloret de Vistalegre, llogaret, i Sant Joan de Sineu. L'any 1295 se segregà de Sineu la parròquia de Lloret de Vistalegre i el 1298 la de Sant Joan.
Durant el segle xiv la vila va viure una època d'esplendor. Jaume II i el seu fill, el rei Sanç, residiren llargues temporades al palau que el primer hi feu construir, Palau dels Reis de Mallorca.
El camí reial de Palma a Sineu, documentat l'any 1309, era una de les vies de comunicació més importants de Mallorca. A principis del segle xiv es creà el càrrec de Veguer de Fora, jutge criminal de la Part Forana i principal autoritat reial. Des de l'any 1319, per ordre del rei Sanç, aquest càrrec residia de manera habitual en el palau de Sineu. Per altra banda, el plenari del Sindicat de Fora, que representava als pobles de la Part Forana en el Gran i General Consell, es reunia des de la seva fundació l'any 1315, a Inca i Sineu, alternativament.
Al segle xiv, Sineu tingué dos o tres consellers al Gran i General Consell. El Gran i General Consell era el màxim òrgan polític, administratiu i de representació del Regne de Mallorca. Atès que el regne no tenia corts, n'adoptà moltes de les seves funcions, inclosa la creació d'un òrgan que el representava (la juraria o Jurats de la Ciutat i Regne de Mallorca). El Gran i General Consell evolucionà des dels consells municipals catalans, concretament del de la ciutat de Mallorca. El seu nucli es fundà el 1249 i la institució fou suprimida el 22 de juliol de 1718 per Felip V emparant-se en el Decret de Nova Planta de Govern de Mallorca i Eivissa (28 de novembre de 1715), juntament amb tot el dret públic mallorquí.
Un dels fets més transcendents del segle xvi fou la revolta de les Germanies de Mallorca, en part influïda per la revolta de les Germanies valencianes, que esclatà el 1521 a conseqüència de l'empresonament de set menestrals. Els agermanats es feren amb el control de la capital i destituïren al governador general, Miguel de Gurrea, que fugí a Eivissa. Els nobles que van sobreviure a la matança que es produí en el Castell de Bellver es refugiaren a Alcúdia, única població que romaní fidel al rei durant l'any i mig que els agermanats dominaren l'illa.
Sineu es mantingué dins el camp agermanat entre març de 1521 i novembre de 1522, quan fou ocupat per l'exèrcit reialista del virrei Gurrea. El 8 de març de 1523 els agermanats es rendiren a Palma amb la mediació del bisbe. Malgrat tot, més de 200 agermanats van ser executats, i molts van fugir cap a Catalunya. A Sineu foren prop d'un centenar els executats. Un cas destacable és el del notari Joan Gili, de Can Gili, que fou un dels comissionats per anar a demanar clemència a Cort i acabà executat al Castell de Bellver.
Després de la revolta la repressió fou molt dura. L'illa va quedar desfeta. La població mallorquina va disminuir en un 30%, les viles es van endeutar per a pagar les elevades sancions que els imposaren —Sineu fou condemnada a pagar una multa de 3424 lliures– i nous tributs foren imposats als vençuts. El 1583, l'antic Palau Reial es converteix en convent de religioses concepcionistes per concessió del rei Felip II.
Després de la Guerra de Successió (1701-1715), la promulgació dels decrets de Nova Planta suposà per a Sineu, com a la resta de viles de Mallorca, la desaparició dels jurats i la implantació del sistema d'ajuntament, compost per un batle i quatre regidors.
El segle xix comença amb la Guerra del Francés (1808-1814) contra la invasió napoleònica. Sineu, igual que la resta de l'illa, no va patir directament el conflicte, però sí que hi hagué efectes secundaris com les contribucions extraordinàries i donatius i la vigència de la Constitució de Cadis de 1812. En el Trienni Liberal (1820-1823) s'exclaustraren els convents de menys de dotze religiosos, un d'ells el dels Mínims de Sineu. El nou adveniment de l'absolutisme suposà el retorn a la situació de 1820: se suprimí la Constitució i retornaren els frares Mínims. El segle xix acaba amb les guerres de Cuba i Filipines, on hi participaren quaranta sineuers, dels quals hi moriren catorze.

## Llocs d'interès i patrimoni artístic
El nucli urbà de Sineu i les seves zones immediatament adjacents presenten diverses àrees amb denominació pròpia, utilitzades habitualment en la toponímia local. Aquestes designacions responen a factors històrics, funcionals, religiosos, paisatgístics o relacionats amb l’estructura agrària tradicional.
Alguns dels noms més destacats inclouen la Plaça, centre de l'activitat comercial i social; el Convent, l’Hospital i les Monges Tancades, vinculats a institucions religioses; l'Estació, relacionada amb el ferrocarril; i el Fossar, antic cementeri. També s'hi troben zones com les Cases Noves, la Raval o Bons Aires, resultat del creixement urbà. A més, s'identifiquen diversos topònims associats a finques o possessions, com Son Palanca, Son Ratet o Son Sabater.

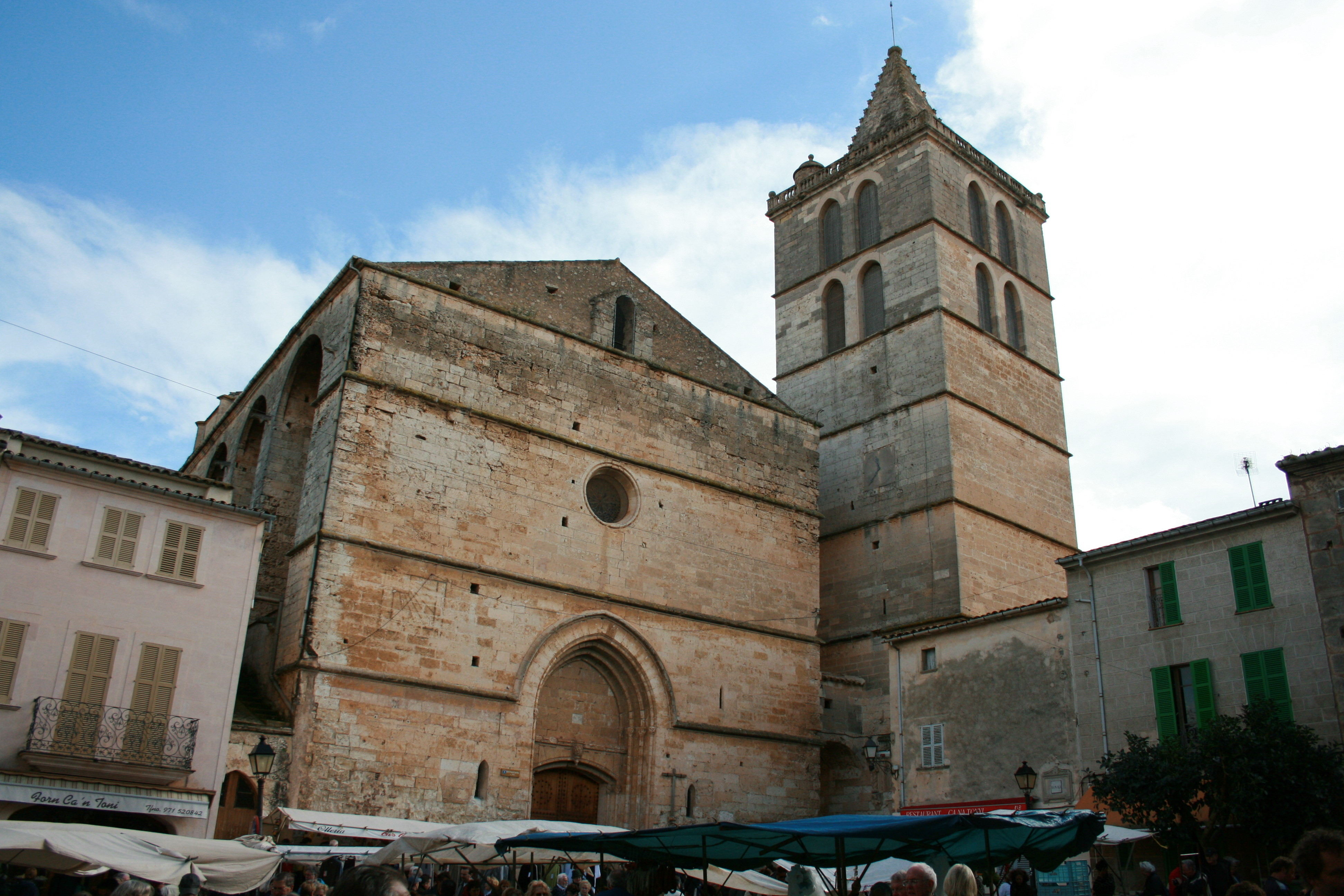
Església de Santa Maria

L'edifici més rellevant de Sineu és l'església parroquial de Santa Maria. L'església (ja documentada el 1248) patí un incendi el 1505, fet que va provocar la construcció d'un nou temple d'estil gòtic com l'anterior. Els anys 1880 i 1881 s'hi feren obres d'ampliació: aquestes obres aportaren el creuer, una gran cúpula estrellada de base octogonal i una nova capçalera. El temple presenta una nau única amb creuer transversal, i és cobert per una volta de creuaria i capelles laterals. Vers el canvi de segle xx al xxi va tenir lloc una altra important reforma de l'església.
Adossada a l'església s'hi troba la rectoria (habitatge del rector de la parròquia, encara avui en dia), en la Plaça de Sant Marc, davant el primitiu cementiri. A l'interior es pot visitar una exposició de ceràmica medieval.
Davant la rectoria s'aixeca el monument de Sant Marc. El monument, anomenat popularment «es lleó», és una escultura de coure del 1945, un lleó amb ales, símbol de l'evangelista, que aguanta un escut de Sineu amb una de les seues cames.
Al carrer de Sant Francesc hi ha l'Ajuntament a l'edifici de l'antic Convent del Mínims, amb el seu claustre (al costat d'una altra església, aquesta d'estil barroc, edificada al llarg del segle xviii), ara destinat a casal cultural (Claustre de Sant Francesc).

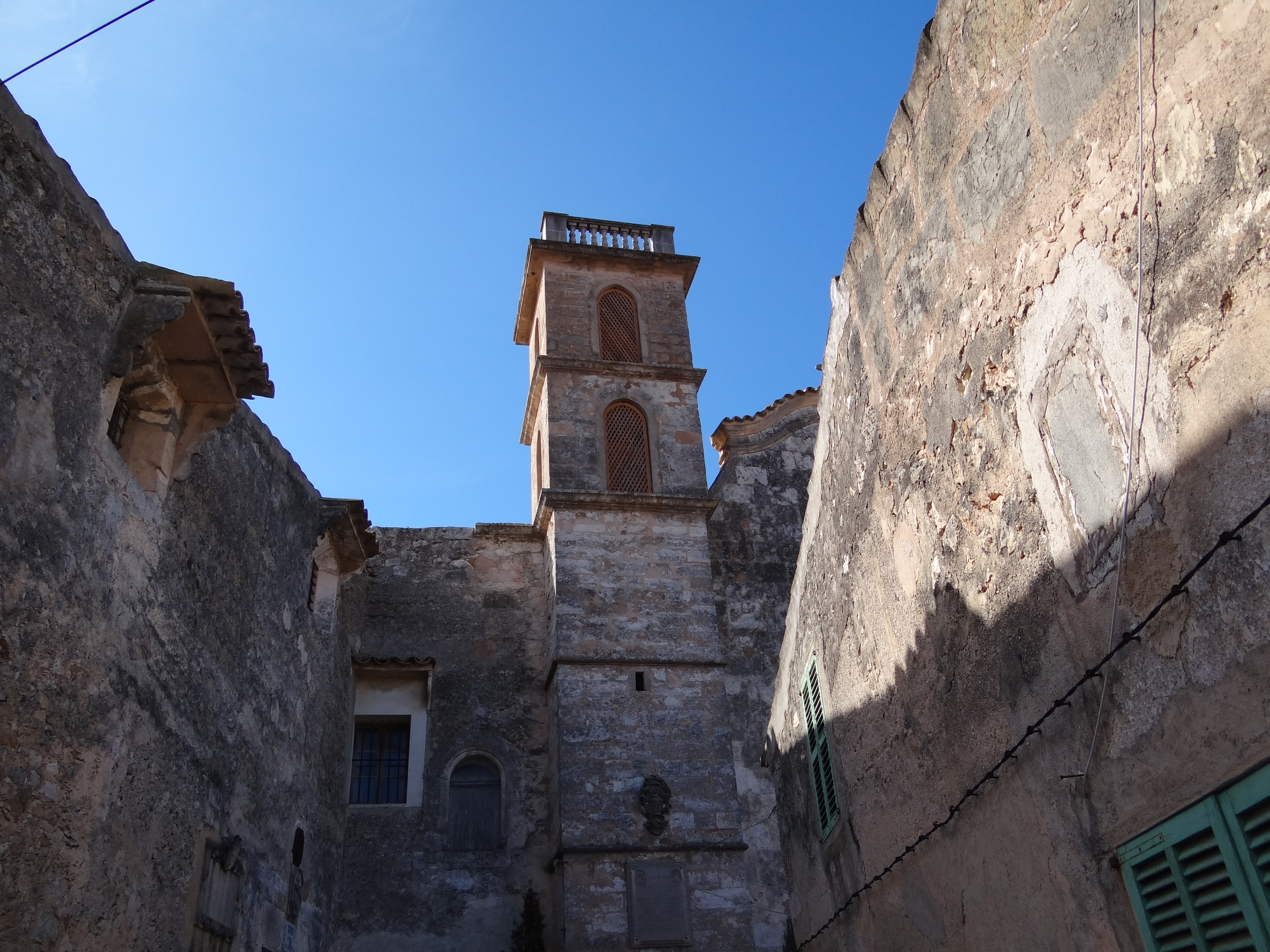
Palau dels Reis de Mallorca

El Palau dels Reis de Mallorca és un edifici reconstruït durant el mandat del rei Jaume II de Mallorca (inici del segle xiv). El lloc on s'aixeca era abans una edificació d'origen islàmic. Durant el mandat del rei Jaume II, aquesta era la seva segona residència oficial. El 1583 s'hi instal·là una comunitat de monges concepcionistes, que hi perduren fins avui en dia. Al segle xvii s'amplia i reforma el convent, i es configura el conjunt arquitectònic que ens ha arribat avui dia, on s'observen elements del palau fortificat i elements del convent de clausura (una altra església d'estil barroc).
Al carrer de l'hospital hi ha l'edifici de l'Oratori de Sant Josep, fundat al segle xiii. Tot i que l'oratori encara conserva elements gòtics originals, avui en dia ens trobem amb un edifici molt modificat al llarg de la història.
L'edifici de l'estació del tren, de principi del segle xx, acull el Centre d'Art de Sineu, on se celebren exposicions d'artistes contemporanis.
Pels carrers de Sineu s'hi troben diverses creus i alguns pous d'origen medieval, així com antics molins de vent, que ens recorden la importància que hi tingué el cultiu del blat.

## Cultura

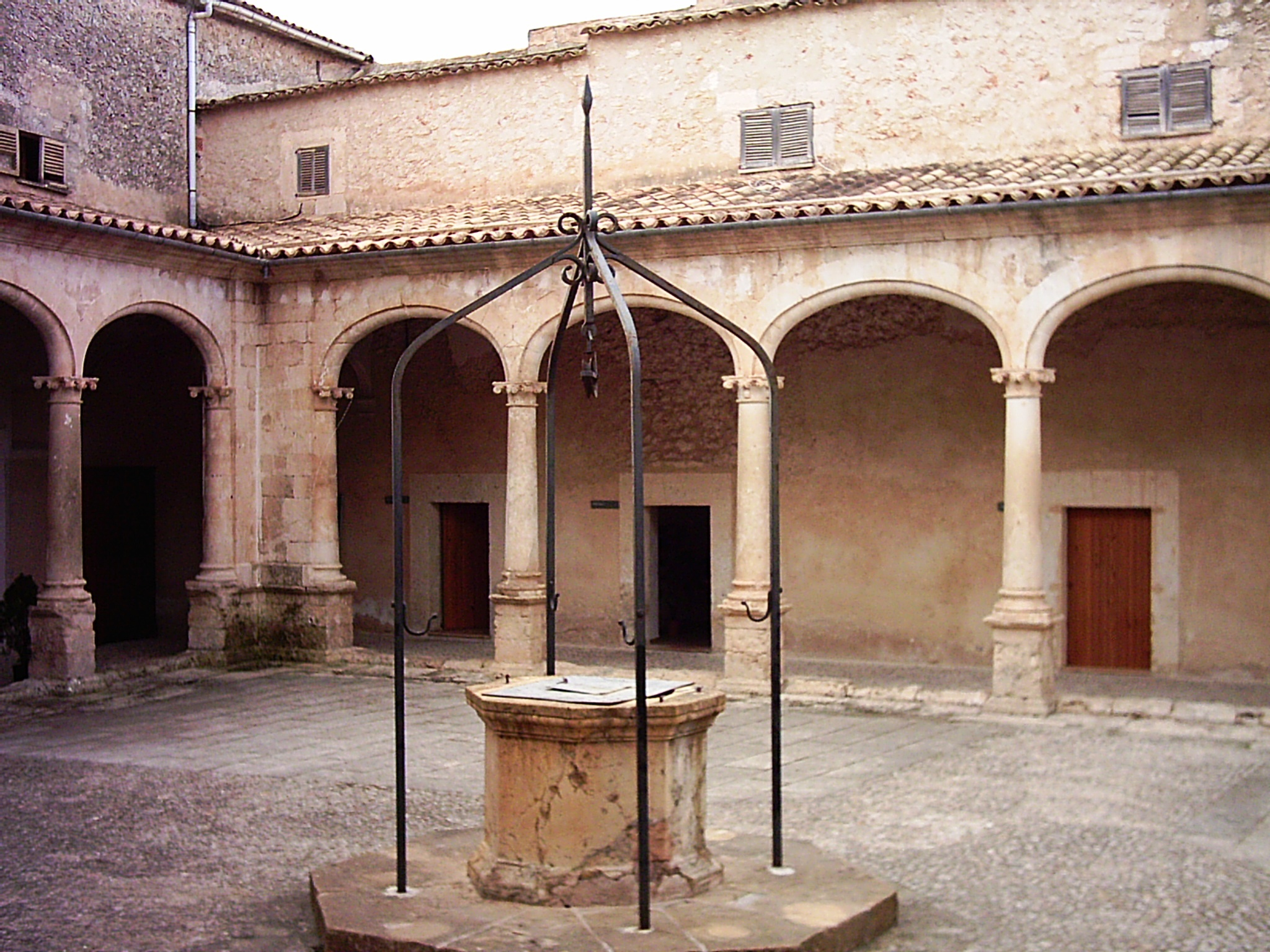
Claustre de Sant Francesc, actual casal cultural del poble.

S'ha restaurat l'ala nord de l'antic Claustre de Sant Francesc. Aquest claustre (ocupat durant anys com a quarter de la guàrdia civil) és la seu de la biblioteca municipal, sala d'exposicions i de reunions municipals. El claustre també inclou les oficines municipals, els despatxos de batlia, regidors, arquitecte, secretari, i assistència social de l'Ajuntament, a més del centre universitari (oficina de la UIB al poble, per agilitzar gestions dels estudiants).
Hi ha una escola de música, una banda de tambors i trompetes, dos grups de ball de bot (Copeo de Sineu i Brot d'Alfabaguera), un grup de teatre (La Prima), i diverses altres entitats culturals. La companyia de teatre Res de Res el febrer 2016 hi va estrenar el Centre d'Investigació Escènica (C.IN.E.) a una antiga sala de cinema.
A nivell de premsa forana, Sineu va comptar durant els anys 1996-1998 amb una revista local d'informació general (Baula) de publicació trimestral.
Durant gran part del segle xx Sineu disposà d'un cinema (que a final de segle fou convertit en una discoteca que un incendi va destruir), i d'un teleclub.

### Llengua
El sineuer és un parlar propi de la vila de Sineu. Es caracteritza principalment per un sistema vocàlic influït per consonants palatals i velars, que provoquen el tancament sistemàtic de la /a/ tònica en /ɛ/ i l'avançament de la vocal neutra /ə/ cap a /e/, tant en posició tònica com àtona. Aquest fenomen, ja consolidat al segle xviii, és més sistemàtic i ampli que en altres parlars propers com el de Palma o Lloret. En l'àmbit consonàntic, el sineuer no presenta palatalització de les oclusives velars com en altres localitats mallorquines, encara que hi ha indicis que antigament sí que existí. A més, segueix la iodització pròpia del balear i mostra l'emmudiment de la /j/ intervocàlica, amb efectes fonètics previs sobre la vocalització.

## Fires, festes i celebracions

### La fira de Sineu

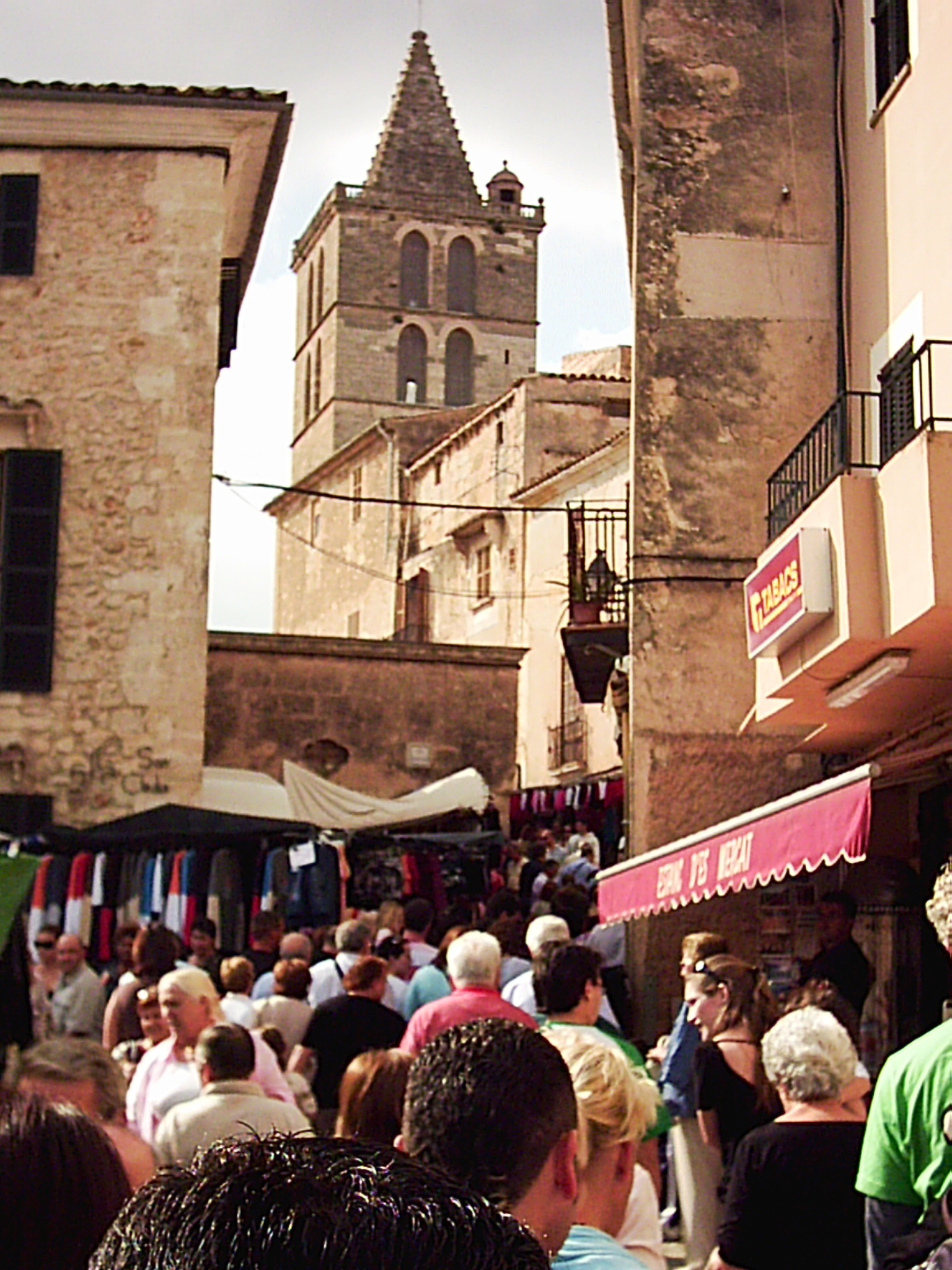
A Sineu celebren un mercat setmanal, tots els dimecres, i una fira anual.

Sineu és la capital de les fires de primavera de Mallorca, i es celebra el primer diumenge de maig. «Sa Fira» de Sineu, la més antiga de Mallorca, es va establir per privilegi del rei Sanç l'any 1318. Fira eminentment agrícola, ramadera i artesanal, que ha conservat molt bé la tradició i el sentit del mercat anual. Fruites, verdures, plantes, aviram, bestiar, roba, cadires, escales de peu, tests, trinxets, selles, omplen els carrers més cèntrics de la vila. La maquinària agrícola, i l'exposició de cotxes, juntament amb atraccions infantils, i diversos tipus de venda ambulant omplen els carrers i places més exteriors. Es calcula que desenes de milers de visitants passen cada any per Sineu el dia de la fira, que és la segona en importància a l'illa després del Dijous Bo d'Inca.

### Festes patronals

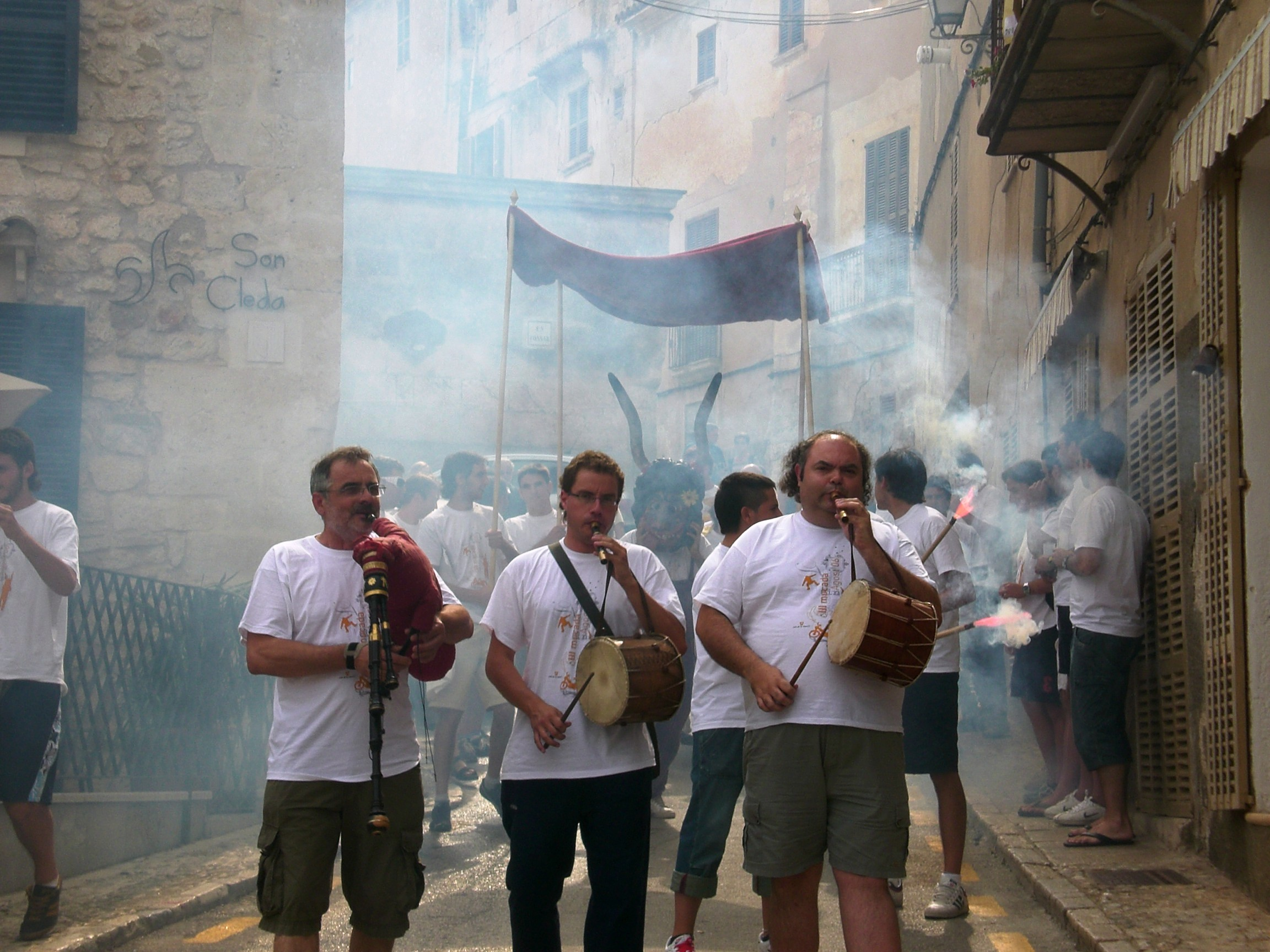
Tercera Mucada (festa del Muc de Reig), l'any 2006.

Sineu celebra les seves festes patronals el 15 d'agost amb jocs, focs artificials, festes i revetlles. Són festes d'estiu, on el poble gaudeix de nombrosos actes culturals durant el dia i d'un ampli ventall d'activitats nocturnes a la fresca. D'altra banda, diversos grups de joves del poble han potenciat la festa del Muc de Reig, durant les festes d'agost, basada en una antiga rondalla mallorquina.
Altres festes que se celebren a Sineu són les de Sant Marc, patró del poble, el 25 d'abril, i les de Sant Antoni, amb els típics foguerons, el 17 de gener.

### Divendres Sant sineuer
La vila de Sineu celebra anualment el Divendres Sant una de les processons de Setmana Santa més representatives i antigues de la comarca, de la que ja es tenen notícies el 1579. L'acte, que recorre el nucli antic de la localitat, compta amb la participació de prop d'una vintena de confraries, les quals desfilen pels carrers amb passos processionals antics de notables dimensions i de gran valor artístic.
La processó del Sant Enterrament i de la Solitud de Maria s'origina al segle xvii, essent considerada una de les més antigues de Mallorca. Els seus elements patrimonials, tant escultòrics com rituals, la converteixen en una manifestació de notable rellevància cultural i religiosa. En l'actualitat, la processó incorpora una locució en directe que acompanya el recorregut amb comentaris explicatius sobre les imatges, les confraries participants i els episodis destacats.
Entre les confraries històriques, destaca la Confraria de la Soledat, fundada l'any 1962, que processa la imatge que fou portada originalment pels Frares Mínims ja de l'any 1667. Altres confraries destacades són la Confraria de la Pietat (fundada el 1965), i la Confraria dels Donants de Sang (creada el 1994), que acompanya el pas de Jesús en la Creu.
Des de l’any 1988, hi participa també una confraria integrada exclusivament per dones: la Confraria de l’Oració de Jesús a l’Hort de Getsemaní, evidenciant la continuïtat i adaptació d'aquesta tradició a la realitat social contemporània.

### Fira de Sant Tomàs
Institucionalment al segle xxi s'ha recuperat una mostra de matances per potenciar la sobrassada, producte típic mallorquí. La fira es fa cada any el segon diumenge de desembre. Durant aquesta fira també es celebren el concurs internacional d'avicultura i el de columbicultura.

## Serveis

### Transport

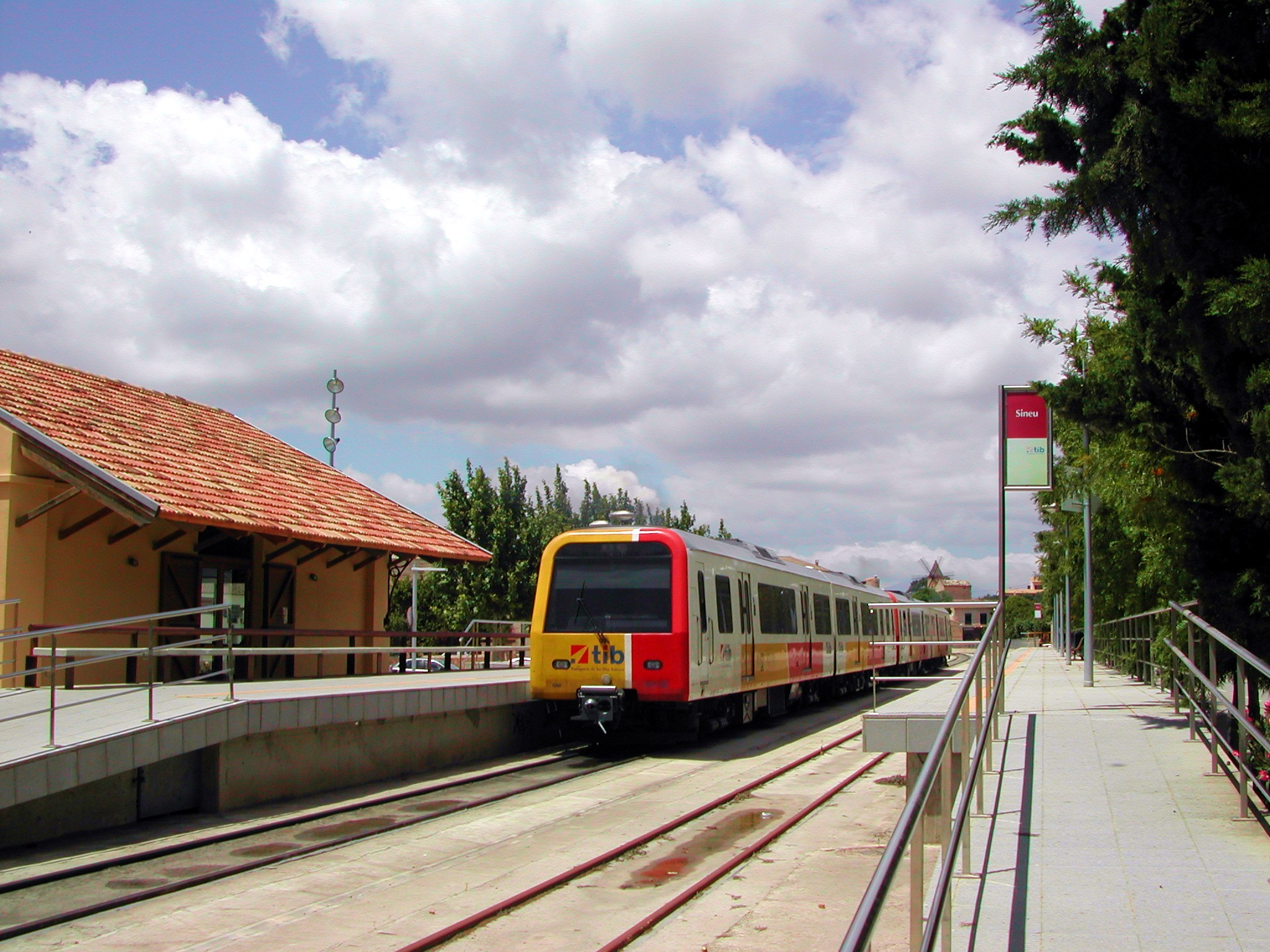
Comboi arribant a l'estació ferroviària de Sineu

Sineu té connexió ferroviària en la línia Palma-Inca-Manacor dels Serveis Ferroviaris de Mallorca (SFM). L'estació ferroviària de Sineu fou inaugurada el 17 de febrer de 1878. Aquest fet contribuí al foment del comerç en un poble aleshores majoritàriament agrícola. El 20 de juny de 1977 la línia de tren Palma–Manacor-Artà fou tancada temporalment. El dia 11 de maig de 2003, el govern del pacte de progrés reobrí la línia.
El 2003 els sineuers i sineueres es mobilitzaren contra la construcció d'una hipotètica autopista que uniria Inca i Manacor, passant per Sineu: la canalització d'aquesta protesta es va dur a terme a través de la Plataforma Autovia No, una plataforma ciutadana que rebé el suport dels partits nacionalistes, ecologistes, i d'esquerra. La contundent resposta social feu que el projecte s'aturàs.

### Educació
El poble actualment disposa d'un institut d'educació secundària i d'una escola de primària (Rodamilans). A més, disposa d'una escoleta per infants petits. Aquests darrers anys el creixement poblacional degut a nouvinguts ha fet projectar una ampliació de totes aquestes infraestructures. També amb el canvi de l'escola a una de més gran i moderna.

### Sanitat i Serveis Socials
Per a la tercera edat hi ha una residència privada, encara que tots els partits coincideixen en la necessitat de tenir una residència pública o un centre de dia. La tercera edat disposa a més d'un local per reunir-se i celebrar actes. El poble disposa d'un centre de salut que dona servei als pobles del costat (Maria de la Salut, Costitx, Llubí, etc.).

## Economia
Sineu, com la resta de pobles del Pla de Mallorca, ha tengut sempre una economia majoritàriament agrícola. De fet, el mercat setmanal del dimecres i la fira anual (antigament fira agrícola i ramadera) demostren la importància històrica del camp en l'economia sineuera. L'economia del poble també s'ha caracteritzat per una notable activitat industrial (menestrals), especialment les darreres dècades: fusta, ferro, alumini... Fa uns anys es va iniciar la construcció d'un polígon industrial que treies del poble els diferents tallers i fàbriques.
Però els sectors que han experimentat un creixement més gran aquests darrers anys han estat el dels serveis i el de la construcció.
- Serveis. Sineu és una de les poblacions de Mallorca amb major nombre de restaurants i cafeteries (amb relació a la població). L'any 2004 a Sineu hi havia 37 establiments de restauració (bars i restaurants). Actualment (2007) hi ha 5 hotels, un de 4 estrelles.
- Construcció. Sineu ha experimentat, com la resta de l'illa, un boom urbanístic aquesta darrera dècada. Segons el Col·legi Oficial d'Arquitectes (COAIB), l'any 1996 els habitatges visats foren només 5. El 2004 el col·legi va visar 51 habitatges.

Quasi la meitat dels contractes laborals a Sineu són en el sector serveis. Segons dades de la Seguretat Social, el 2004 un 6% dels sineuers es dedicaven a l'agricultura, un 22% a la construcció, un 27% a la indústria, i un 45% als serveis.

## Política
| Eleccions municipals de 28 de maig de 2023 - Sineu                                              |                                     |                                     |                                     |        |          |          |
| Candidatura                                                                                     | Candidatura                         | Candidatura                         | Cap de llista                       | Vots   | Vots     | Regidors |
|                                                                                                 | Partit Popular de les Illes Balears |                                     | Tomeu Mulet Florit                  | 1365   | 62,67%   | 7        |
|                                                                                                 | Més per Mallorca                    |                                     | Andreu Matas Jaume                  | 515    | 23,65%   | 3        |
|                                                                                                 | Partit Popular de les Illes Balears |                                     | José Manuel García Mena             | 203    | 7,94%    | 1        |
|                                                                                                 | Vox                                 |                                     | Francisco Moreno Cabot              | 89     | 4,09%    | 0        |
|                                                                                                 | Vots en blanc                       |                                     |                                     | 36     | 1,65%    |          |
| Total vots vàlids i regidors                                                                    | Total vots vàlids i regidors        | Total vots vàlids i regidors        | Total vots vàlids i regidors        | 2,178  | 100 %    | 11       |
|                                                                                                 | Vots nuls                           | Vots nuls                           | Vots nuls                           | 32     | 1,45%    |          |
| Participació (vots vàlids més nuls)                                                             | Participació (vots vàlids més nuls) | Participació (vots vàlids més nuls) | Participació (vots vàlids més nuls) | 2,210  | 73,25%** |          |
| Abstenció                                                                                       | Abstenció                           | Abstenció                           | Abstenció                           | 807*   | 26,75%** |          |
| Total cens electoral                                                                            | Total cens electoral                | Total cens electoral                | Total cens electoral                | 3,017* | 100 %**  |          |
| Batle: Tomeu Mulet Florit Per majoria absoluta dels vots dels regidors                          |                                     |                                     |                                     |        |          |          |
| Fonts: Infoelectoral (* No són vots sinó electors. ** Percentatge respecte del cens electoral.) |                                     |                                     |                                     |        |          |          |

### Eleccions des de la Transició

#### 1979–1999: Hegemonia progressista de Sineuers Independents
Des de la fi de la transició espanyola fins a l'any 1999 l'agrupació electoral Sineuers Independents (AESI), agrupació progressista sorgida els primers anys del post-franquisme, va governar ininterrompudament mitjançant successives majories absolutes. Jaume Ferriol «Curolla» i Andreu Matas «Remos» van ser els dos batles durant aquesta època progressista.

#### 1999–2003: Govern de centredreta i moció de censura
L'any 1999 Sineuers Independents va perdre la majoria absoluta, obtenint cinc regidors. El PP (quatre regidors) i Unió Mallorquina (dos regidors) establiren un pacte de govern municipal que donà la batlia a Unió Mallorquina. Es va iniciar així un període de govern de centredreta, encapçalat per Josep Oliver «Pavarotti».
Dos anys després, la falta de sintonia entre els líders de la coalició de govern, Josep Oliver (UM) i Apol·lònia Llull «Bovet» (PP), va dur aquesta darrera a donar suport a una moció de censura proposada per Sineuers Independents, que tornà la batlia a Andreu Matas. Es va iniciar així una breu segona etapa progressista (2001-2003).

#### 2003–2007: Fragmentació i escàndol
En les eleccions locals del 2003, Sineuers Independents perden un nou regidor, i es queden amb quatre. Unió Mallorquina n'aconsegueix tres, el PP també tres, i el PSIB-PSOE (sorgit per una escissió de Sineuers Independents) n'aconsegueix 1 (eren les primeres eleccions en les que no es presentava dins les llistes de Sineuers Independents). En aquestes eleccions els caps de llista foren Andreu Matas (per Sineuers Independents), Josep Oliver (pel PP), Josep Oliver (per UM, i cosí del cap de llista del PP), i Jordi Gelabert «Coramet» (pel PSIB-PSOE).
S'edita un nou pacte PP-UM, que atorgava dos anys de batlia a cada un dels dos partits, començant una segona etapa de govern de centredreta. A mitjan legislatura esclata l'escàndol d'un presumpte desfalc en les arques municipals, duit a terme per la recaptadora de tributs, Martina Gelabert. Aleshores s'inicia un període de greus acusacions entre Sineuers Independents i PP-UM, responsabilitzant-se mútuament del desfalc.

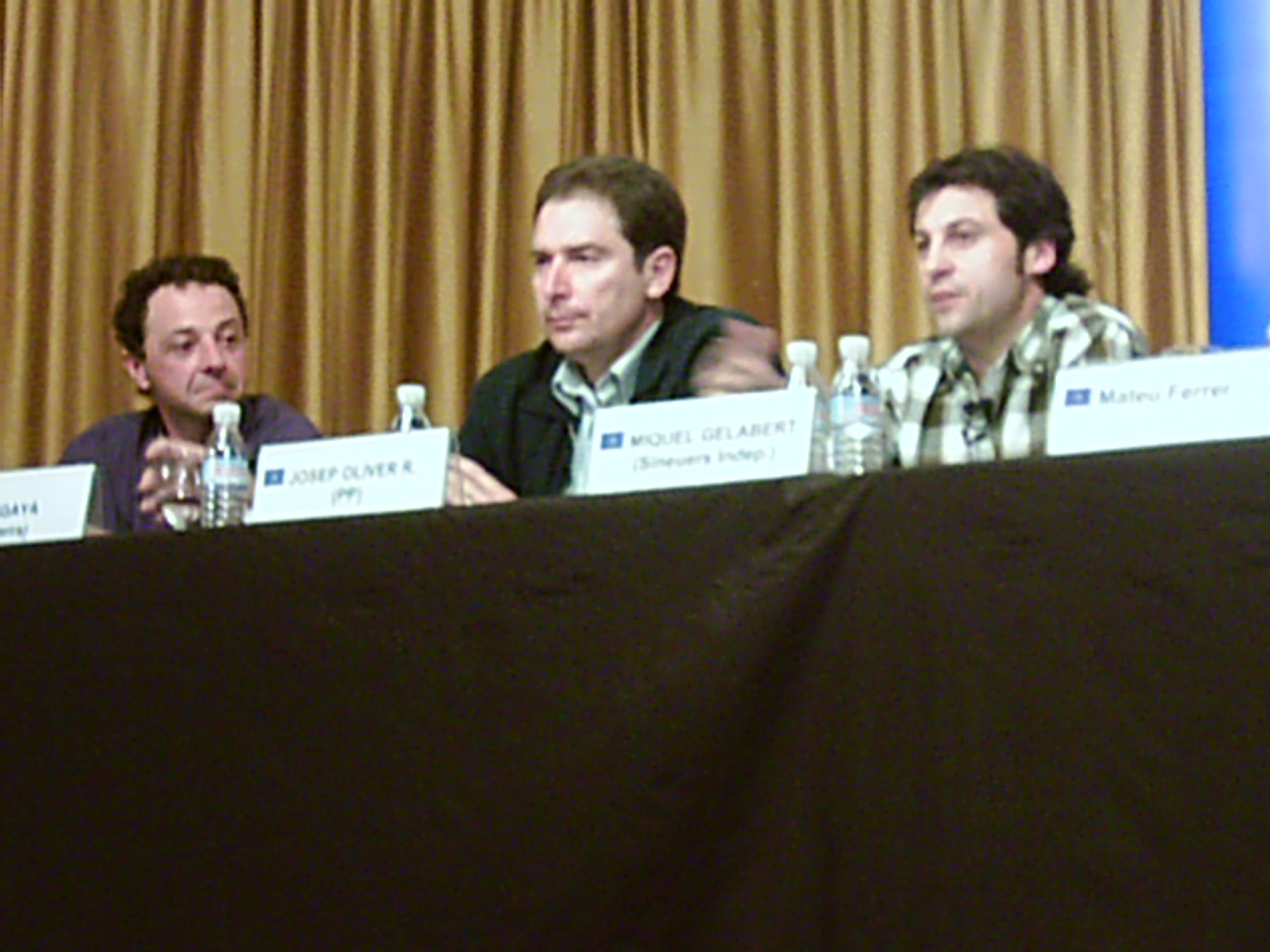
Julià Gayà (ERC), Josep Oliver (PP), i Miquel Gelabert (AESI), en una taula rodona del Diario de Mallorca en els eleccions municipals del 2007.

#### 2007–2011: Reforç del centredreta i aparició d'ERC-Sineu
Sembla que l'assumpte del desfalc afectà positivament el PP, que a les eleccions del 2007 va obtenir majoria simple per primera vegada en la història, amb cinc regidors. Els dos regidors guanyats procediren d'UM, que es quedà només amb un regidor. Sineuers Independents va perdre un nou regidor, quedant-se ara amb tres. No obstant això, el regidor perdut passà a un nou partit catalanista, nacionalista i d'esquerres, ERC, en les primeres eleccions que es presentava (ERC-Sineu sorgeix, com el PSIB-PSOE, a partir d'una escissió de Sineuers Independents descontents amb el model de partit que s'havia creat). El PSIB-PSOE va conservar el regidor que tenia de les passades eleccions.
Els caps de llista en aquestes eleccions foren: Miquel Gelabert «Fuli» (per Sineuers Independents, que abans va ser portaveu de la Plataforma Autovía No), Josep Oliver Rebassa «Boter» (pel PP), Josep Oliver Amengual (per UM), Julià Gayà «Amorós» (per Esquerra Sineu, ERC), i Joan Ferriol «d'Es Pinar» (pel PSIB-PSOE).
Un mes després de la constitució de l'Ajuntament (PP) i (UM) reeditaren el Pacte de Govern del 2003, d'acord amb el qual, Josep Oliver, del Partit Popular, fou batle els tres primers anys de la legislatura, i Josep Oliver, d'Unió Mallorquina, fou batle durant el darrer any.

#### 2011–2015: Consolidació del centredreta amb nova marca (CxI)
Les eleccions del 2011 les va guanyar el (PP) i l'Equip de Govern de centredreta va augmentar el seu suport popular, passant de sis a set regidors electes, cinc pel Partit Popular i dos per Convergència per les Illes (CxI), nova marca política de Josep Oliver Amengual. Sineuers Independents i (PSOE) repetiren resultats amb tres i un regidor electe respectivament, i (ERC), liderada per Julià Gayà, perd el seu representant i desapareix de l'Ajuntament de Sineu.

#### 2015–2019: Entrada de Gent per Sineu i alternança a la batlia
Partit Popular i Convergència reediten el seu pacte de govern, acordant que Amengual sigui batle el primer any de la legislatura i Jaume els restants tres; les àrees de govern es distribueixen de forma proporcional als resultats electorals, s'acorda no fer inversions municipals més enllà del mateix manteniment si no venen subvencionades al 100% i s'atorga la dedicació exclusiva, és a dir, el sou de batle, a Josep Oliver durant els quatre anys.
El 2015, el partir Gent per Sineu (GxS) va obtenir 5 escons, van aconseguir arribar a un pacte de govern amb el PI, aconseguint així el govern del municipi. Des del 13 de juny el batle va passar a ser Josep Oliver (PI), fins l'11 de juny del 2016 quan va passar a l'alcaldia Miquel Gelabert Font (GxS) fins al 2019, any en què Gent per Sineu va perdre un escó.

#### Des de 2019: Govern de centredreta amb PP i Ciutadans
Des de maig de 2019 governa Tomeu Mulet Florit (PP) amb el suport de Ciutadans-Partit de la Ciutadania fins a les eleccions de 2023, on passa a governar en solitari amb una oposició composta majoritàriament per MÉS.

## Personatges il·lustres
- Mossèn Bartomeu Mulet (1917-2008): capellà, escriptor i historiador.

- Jaume Bauçà Coll «Barona» (1959): futbolista i entrenador.
- Francesc Alomar «Rota» (1928-1955): ciclista professional.
- Francesc Tortellà Rebassa (1937): ciclista professional.

- Ricardo Gago (1949): pintor i escultor.
- Circ Bover

- Francesc Fiol Amengual (1960): regidor a l'Ajuntament de Palma, conseller de Sanitat (1996–1999) i d'Educació i Cultura (2003–2007) del Govern Balear. El seu mandat en educació fou controvertit per mesures com el tancament de Som Ràdio, la sortida de l'Institut Ramon Llull i el Decret de trilingüisme.